# Naginata

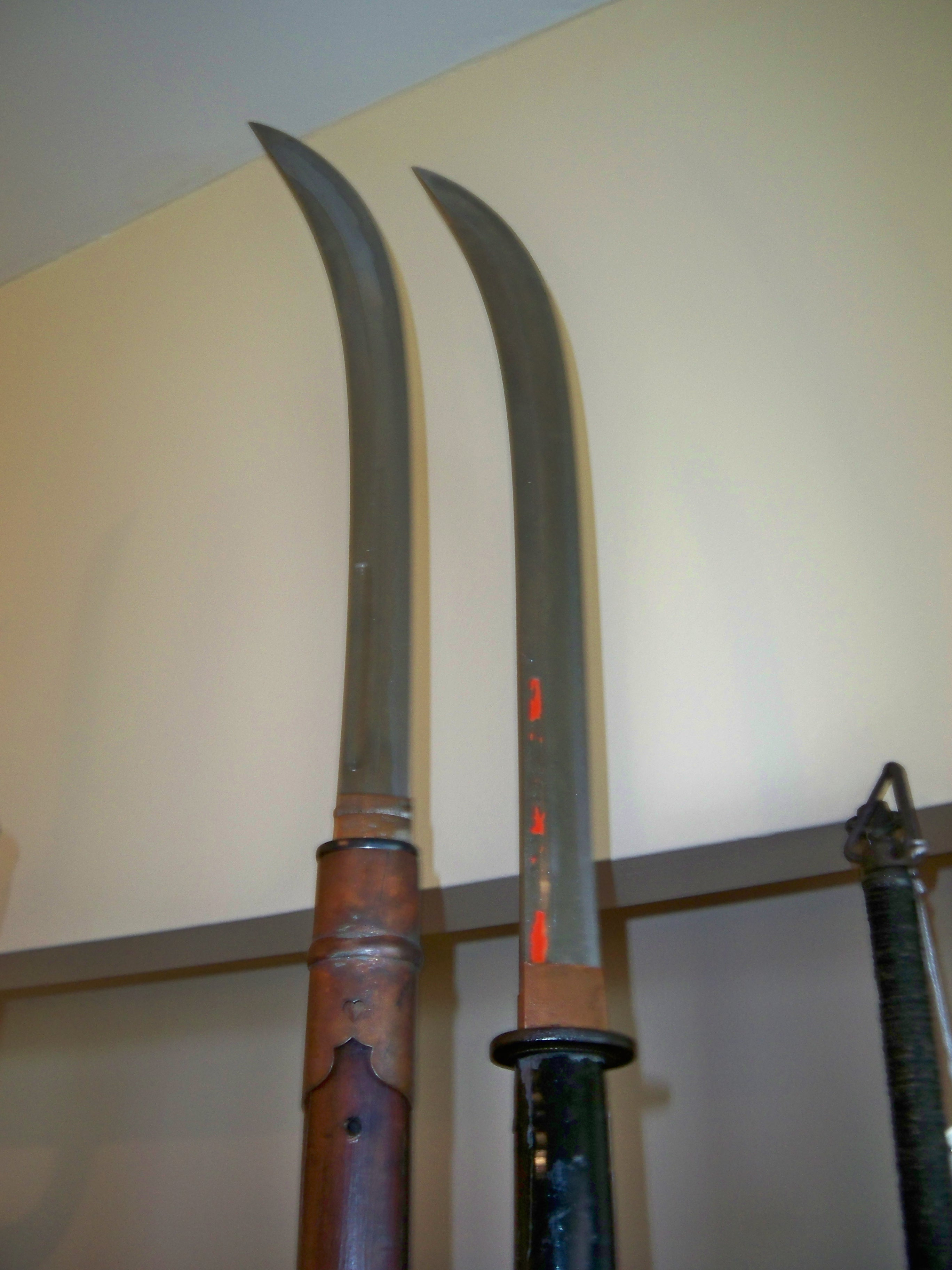
Două naginate

Naginata (なぎなた,薙刀) este o armă japoneză asemănătoare unei săbii cu mâner lung ca de suliță . Aceste arme erau folosite în Japonia feudală de către samurai (cavaleri japonezi), ashigaru (soldați japonezi) , dar și de sohei (călugări budiști războinici) .